# Neptunuszon túli objektumok
A Neptunuszon túli objektumok (angolul: Trans Neptunian Object=TNO): a Neptunusz pályáján túl keringő égitestek, melyek pályájának bizonyos szakaszai lehetnek a Neptunusz pályáján belül is. A Pluto is ebbe a csoportba sorolható.
A Neptunuszon túli objektumok típusai:
- A Kuiper-öv objektumai (angolul: Kuiper belt objects, KBO)
- A szórt korong objektumai (angolul: Scattered disc objects, SDO)
- Az Oort-felhő objektumai (angolul: Oort cloud objects; OCO)